# هل تعلم أن هناك نفقا تحت جادة أوشن
هل تعلم أن هناك نفقًا تحت جادة أوشن (بالإنجليزية:Did You Know That There's a Tunnel Under Ocean Blvd) هو الألبوم التاسع للمغنية وكاتبة الأغاني الأمريكية لانا ديل راي. أُصدر الألبوم في 24 مارس 2023، بواسطة إنترسكوب ريكوردز وبولديور. أنتج الألبوم ديل راي، ومايك هيرموسا، وجاك أنتونوف، ودرو إريكسون، وزاك دوز، وبنجي، ويتضمن تعاونًا مع جون باتيست، بليشرز، الأب جون ميستي، تومي جينيسيس، SYML وريوبي.
سبق إطلاق الألبوم ثلاث أغنيات فردية، وأطلقت الأغنية الرئيسية له في 7 ديسمبر 2022، بينما أُصدرت أغنية " A&W " كأغنية الألبوم الثانية في 14 فبراير 2023. جاء إصدار " ذا جرانتس " وبعد شهر في 14 مارس 2023، أُصدرت الأغنية المنفردة الرابعة للألبوم، "كاندي نيكليس" في 24 مارس 2023 وشارك فيها جون باتيست، تلقى الألبوم استحسان نقاد الموسيقى الذين أشادوا بأداء ديل ري الصوتي والمحتويات التي برزت في الألبوم.

## الخلفية والإطلاق
ظهرت ثلاث أغنيات فرديةقبل إصدار الألبوم. في 7 ديسمبر 2022، تم إصدار الأغنية الرئيسية له، وأُتيح الألبوم للطلب المسبق. تم إصدار أغنية "A&W" الثانية في 14 فبراير 2023. وقد قوبل كل من الأغنيتين الفرديتين بإشادة من النقاد، حيث تم اختيار الأخيرة كـ"أفضل أغنية جديدة" من قبل Pitchfork. تم عرض الأغنية المنفردةوافتتاحية الألبوم "ذا جرانتس"، لأول مرة على راديو BBC 1 's Future Sounds with Clara Amfo في 14 مارس 2023، وتم إصدارها لاحقًا على منصات البث.
كان من المخطط إصدار الألبوم في 10 مارس 2023، وتم تأجيل الإصدار لـ 24 مارس في 13 يناير 2023، لأسباب لم يُكشف عنها. تم تصوير غلاف الألبوم من قبل نيل كروغ الذي سبق له العمل مع ديل راي، وتم اختيار الغلاف من بين 65 صورة مختلفة،  تم الكشف عن قائمة أغاني الألبوم في 13 يناير 2023.

## قائمة الأغاني
1- ذا جرانتس
2- هل تعلم أن هناك نفقًا تحت جادة أوشن
3- سويت
4- A&W
5- جوداه سميث انترلود
6- كاندي نيكليس
7-جون ياتيستي انترلود
8- كينتسوجي
9- فينجرتبس
10-باريس تيكساس
11-جراندفاذر بليز ستاند أون ذا شولدرز أوف ماي فاذر وايل هي از فيشنج
12- ليت ذا لايت إن
13- مارجيريت
14-بيبرز
15- تاكو ترك